# Dicranomyia dorsolobata
Dicranomyia dorsolobata är en tvåvingeart som först beskrevs av Alexander 1946.  Dicranomyia dorsolobata ingår i släktet Dicranomyia och familjen småharkrankar.
Artens utbredningsområde är Ecuador. Inga underarter finns listade i Catalogue of Life.